# Glacier Malaspina
Pour les articles homonymes, voir Malaspina.
Le glacier Malaspina, en anglais Malaspina Glacier, est un glacier de piémont qui se trouve en Alaska. Il tire son nom de l'expédition de l'explorateur Alessandro Malaspina qui a visité la région en 1791 pour le compte de la marine espagnole.

## Géographie

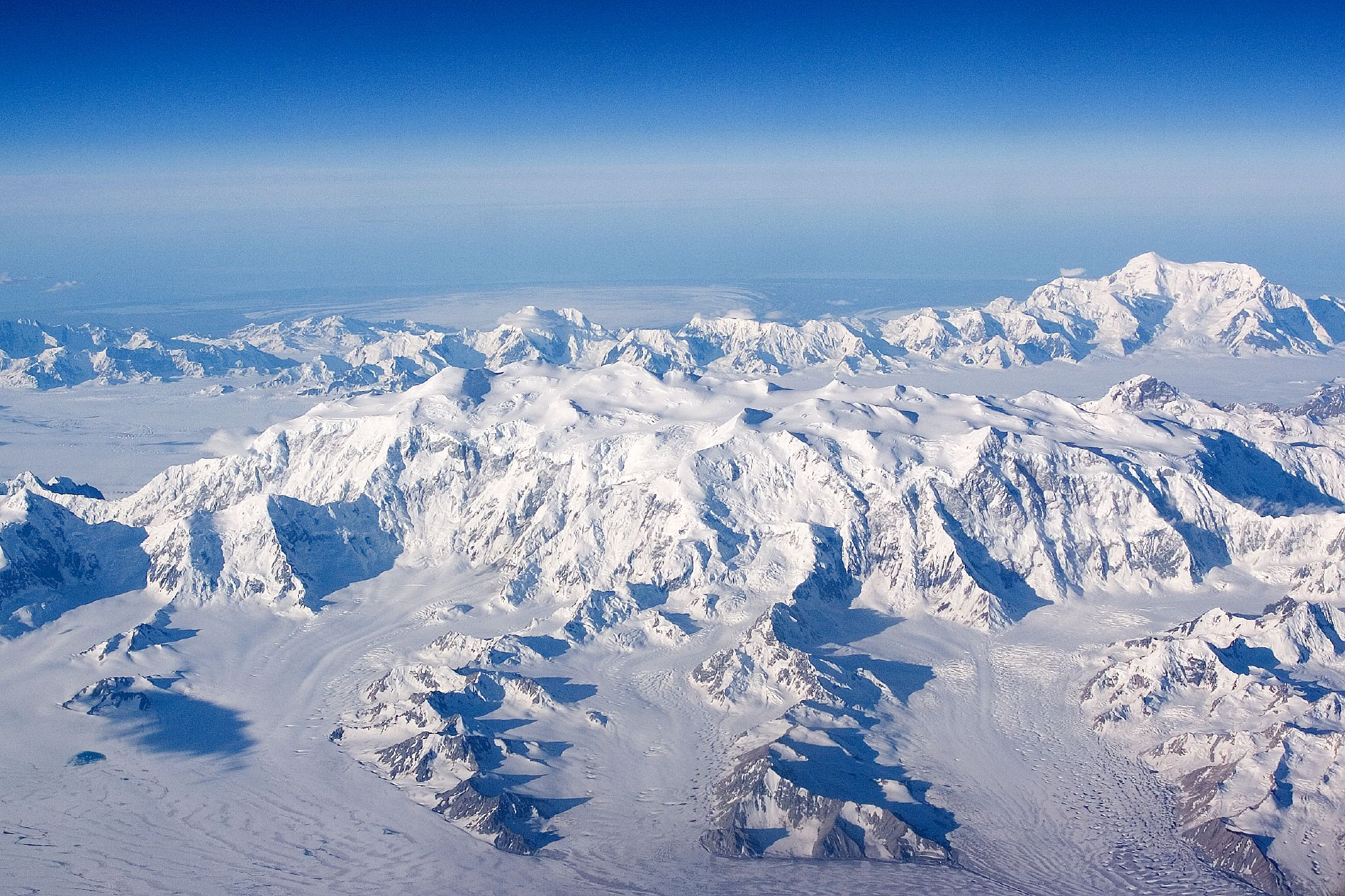
Vue aérienne du mont Logan avec le lobe du glacier Malaspina en arrière-plan dans le lointain.

Représentation du glacier Malaspina réalisée en 2021.

Il a la particularité de présenter un des plus grands lobes glaciaires non confinés du monde. Ce lobe s'étale dans le sandur sur 38 kilomètres de long, 32 kilomètres de large et 3 900 km2.
Le Malaspina nait de la réunion de plusieurs glaciers de vallée (glacier Seward, glacier Agassiz, etc.) qui descendent des montagnes Saint Elias dans la plaine côtière du golfe d'Alaska entre l'Icy Bay et la baie de Yakutat mais sans rejoindre la mer.
Son épaisseur atteint par endroits 600 mètres et son fond peut descendre à 300 mètres sous le niveau de la mer. Deux lacs se sont formés en bordure du glacier : l'Oily Lake au pied des collines de Samovar entre les glaciers Agassiz et Seward et le lac Malaspina au sud-est, près de la baie de Yakutat.
Des analyses par radar et par photographies aériennes ont montré que le glacier a perdu vingt mètres d'épaisseur entre 1980 et 2000. Le volume de glace est si important que la fonte totale du glacier contribuerait à 0,5 % de la hausse du niveau des mers par la fonte des glaces.
Le Malaspina est inclus dans le parc national de Wrangell - Saint-Élie et fait partie du National Natural Landmark qui préserve les témoins géologiques et écologiques des États-Unis.

## Référence
- (en) Cet article est partiellement ou en totalité issu de l’article de Wikipédia en anglais intitulé « Malaspina Glacier » (voir la liste des auteurs).

1. ↑  Visualisation sur l'USGS.